# افربیتووه
اُفربیتووه (به هلندی: Overbetuwe) یک شهرستان در هلند است که در خلدرلاند واقع شده‌است. افربیتووه ۱۰ متر بالاتر از سطح دریا واقع شده‌است.

## خواهرخوانده
شهرهای تسولپیش و اوزینگن خواهرخوانده‌های افربیتووه هستند.

## نگارخانه

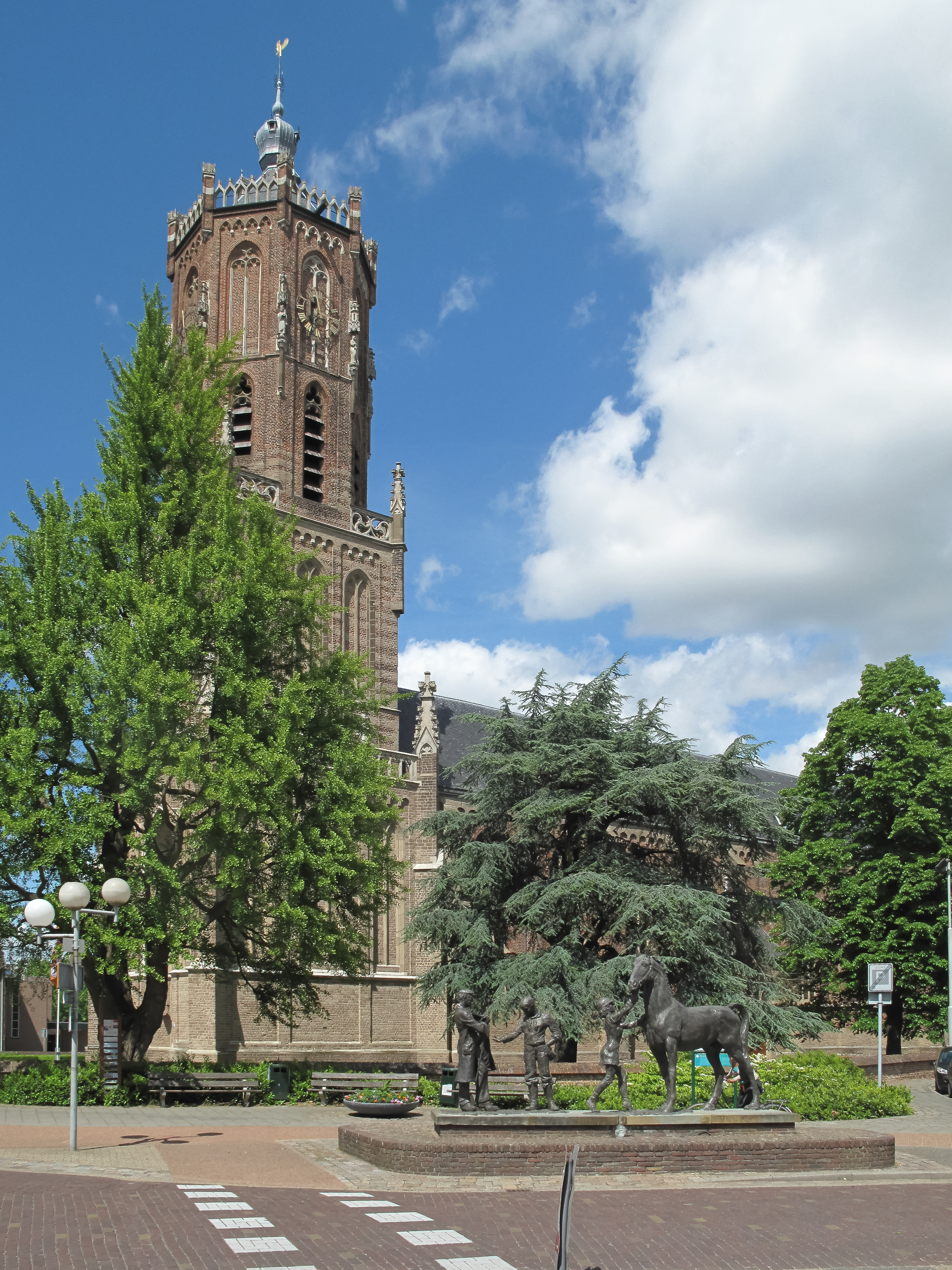
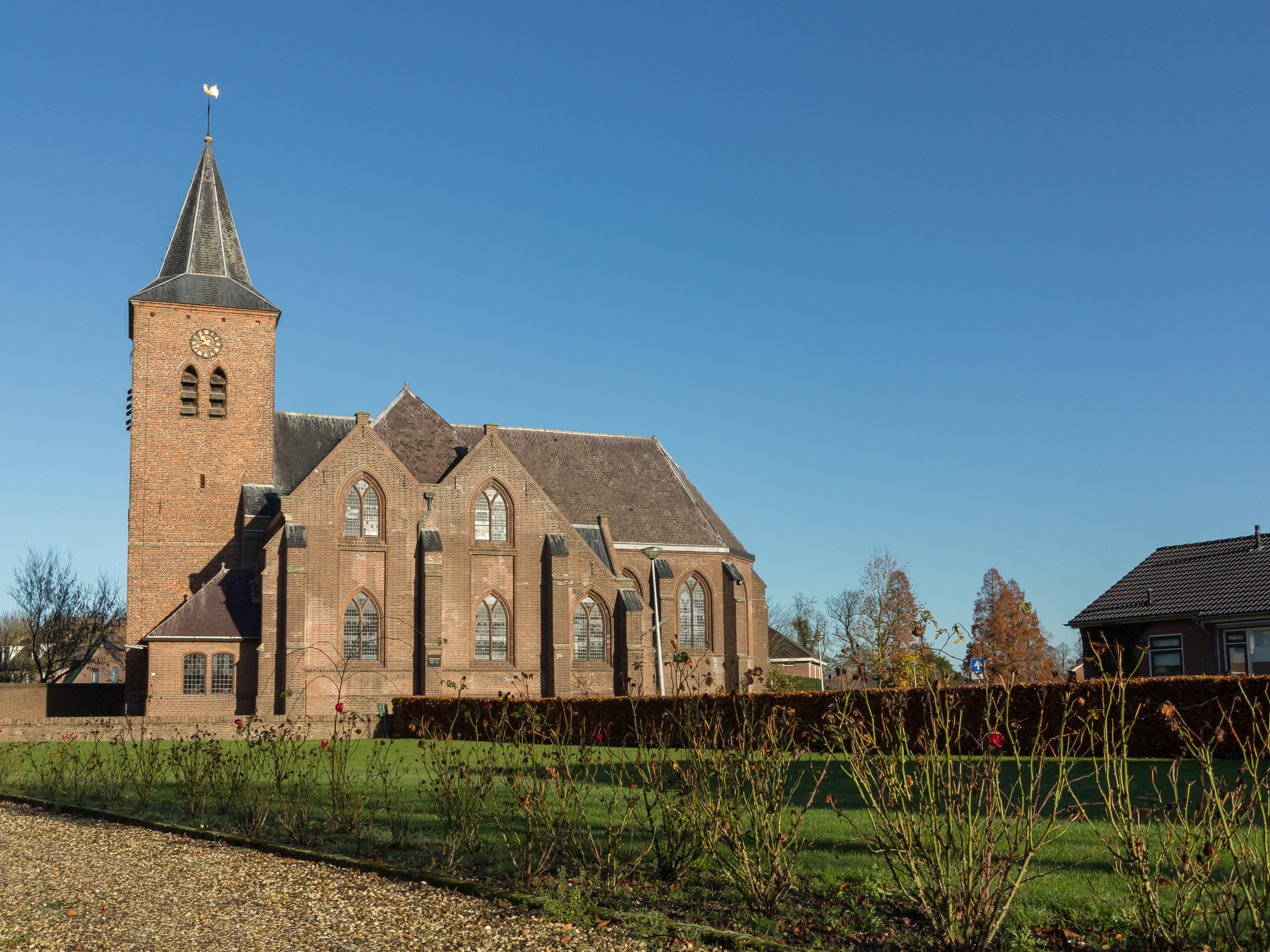
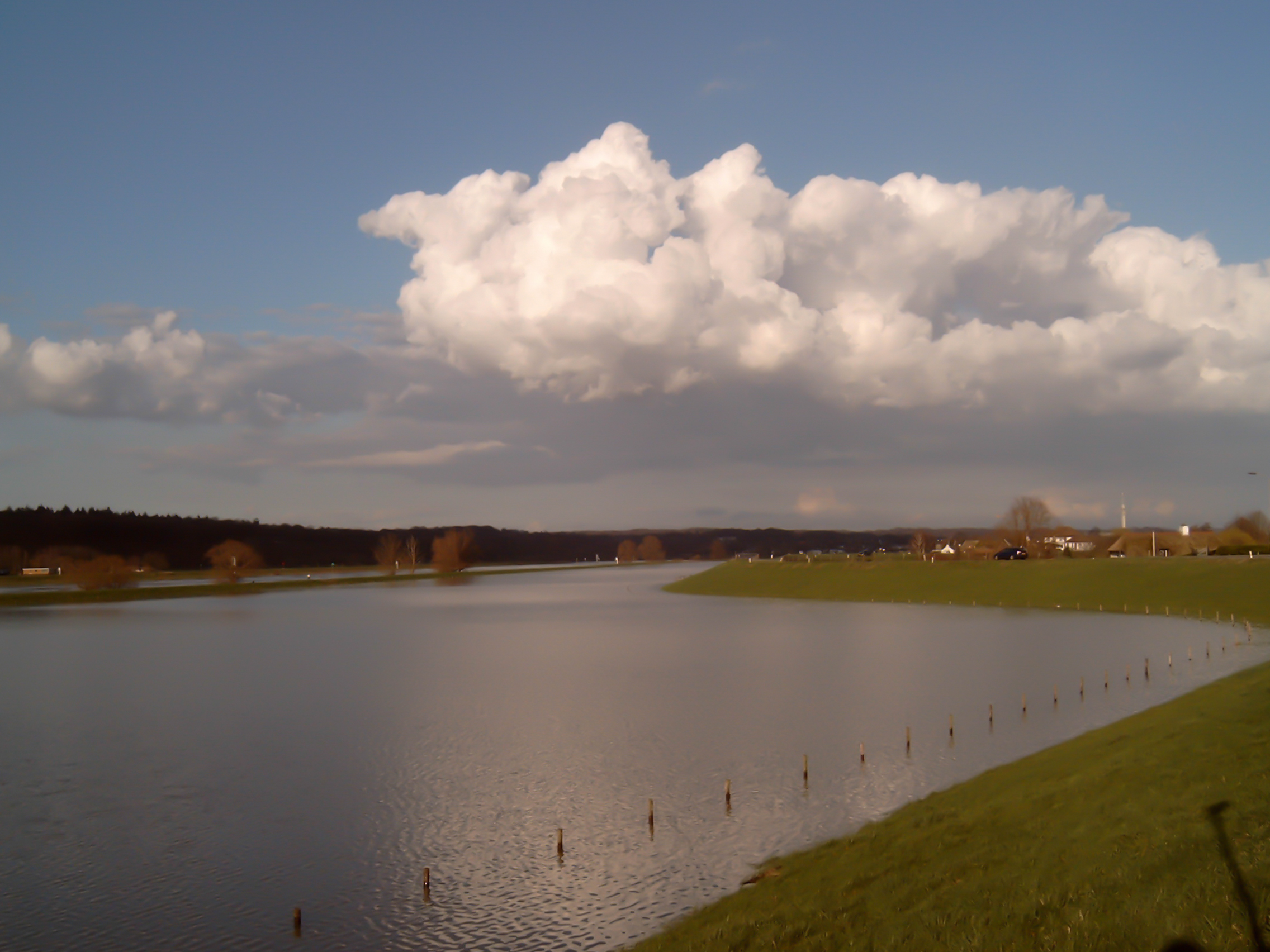
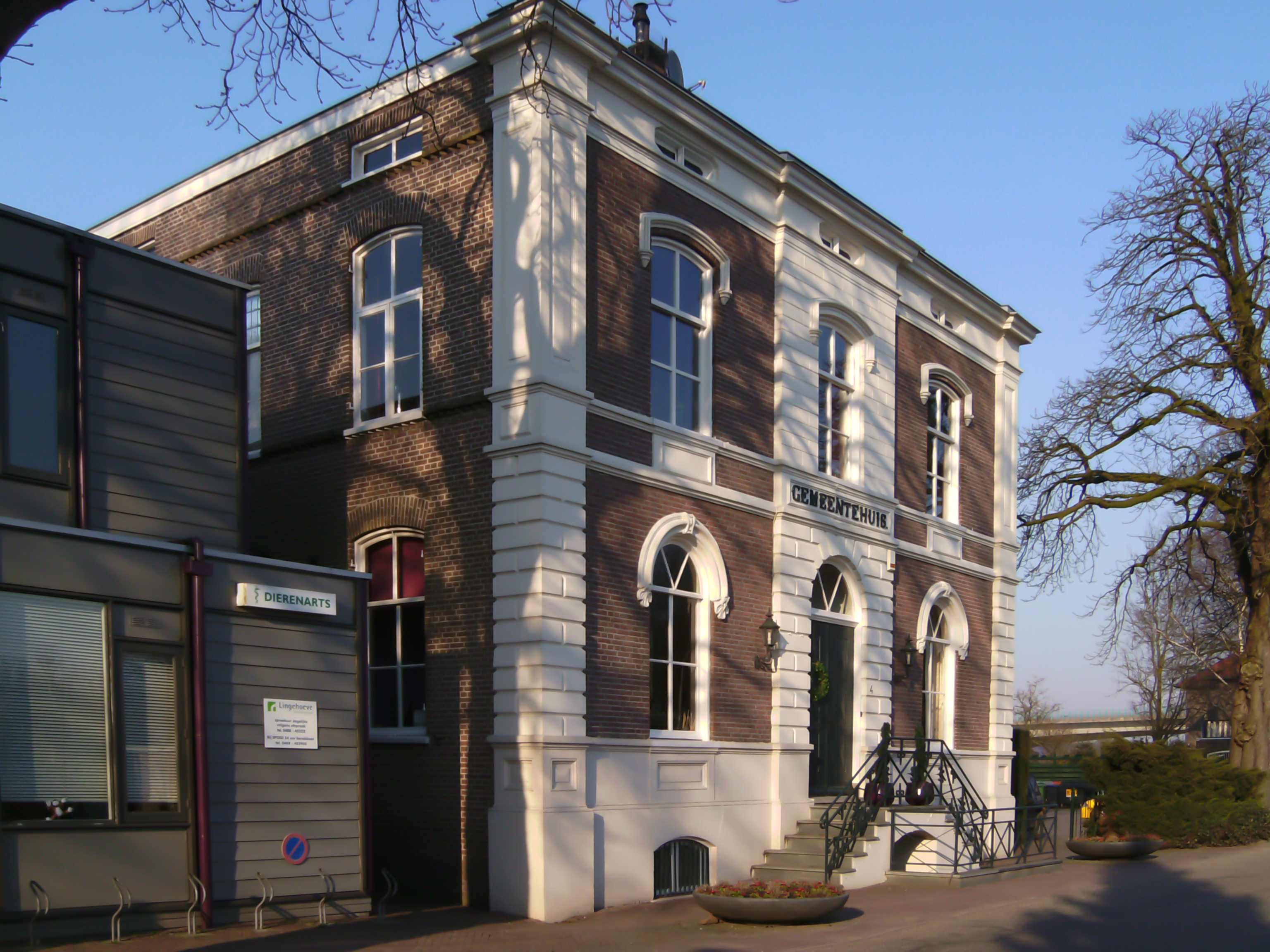
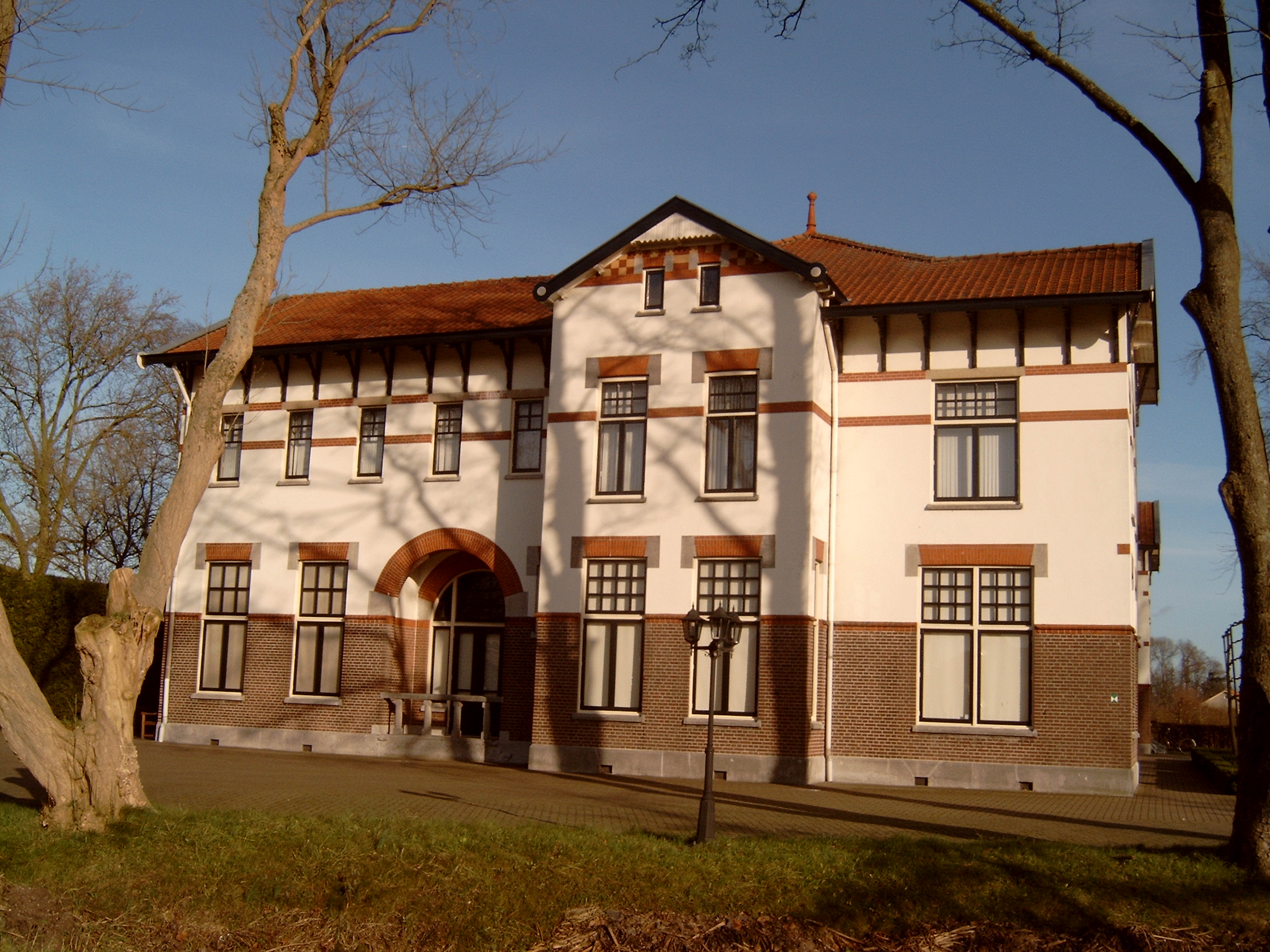
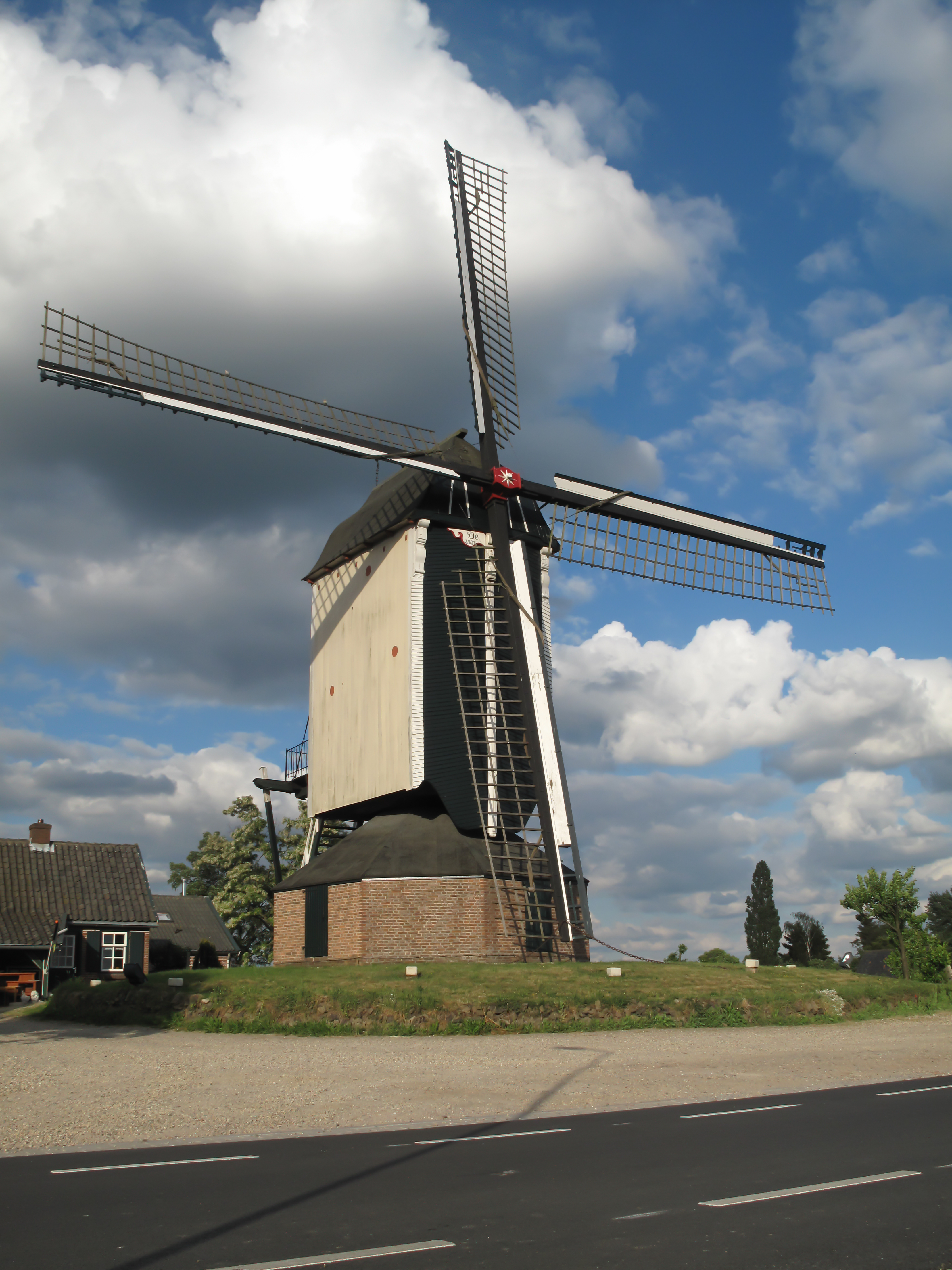